# Bilca
Bilca – wieś w Rumunii, w okręgu Suczawa, w gminie Bilca. W 2011 roku liczyła 3583 mieszkańców.